# Liste der Landschaftsschutzgebiete im Ennepe-Ruhr-Kreis
Die Liste der Landschaftsschutzgebiete im Ennepe-Ruhr-Kreis enthält alle 65 Landschaftsschutzgebiete des Ennepe-Ruhr-Kreises in Nordrhein-Westfalen.

## Erläuterungen
Im Ennepe-Ruhr-Kreis sind die Landschaftsschutzgebiete (LSG) – genauso wie Naturschutzgebiete, Naturdenkmäler und geschützte Landschaftsbestandteile – in vier verschiedenen Landschaftsplänen dargestellt. Die Geltungsbereiche der vier Planwerke orientieren sich, mit einer Ausnahme, an den Grenzen der benannten Gemeinden:
| Bezeichnung des Landschaftsplans                                                                     | Aufstellungsbeschluss | Inkrafttreten     | Aktuelle Fassung (Inkrafttreten letzte Änderung) | Anzahl der LSG |
| --- | --------------------- | ----------------- | ------------------------------------------------ | -------------- |
| Landschaftsplan 1 des Ennepe-Ruhr-Kreises, Raum Witten/Wetter/Herdecke                               | 21. Juni 1976         | 25. November 1984 | …                                                | 25             |
| Landschaftsplan 2 des Ennepe-Ruhr-Kreises, Raum Breckerfeld                                          | 2. Dezember 1985      | 1. Juni 1990      | 2. April 2005                                    | 1              |
| Landschaftsplan 3 des Ennepe-Ruhr-Kreises, Raum Hattingen/Sprockhövel                                | 2. Dezember 1985      | 15. August 1998   | …                                                | 19             |
| Landschaftsplan 4 des Ennepe-Ruhr-Kreises, Raum Ennepetal/Gevelsberg/Schwelm (mit Teilgebiet Wetter) | 2. Dezember 1985      | 26. Mai 2001      | 2. April 2005                                    | 20             |

Seit Inkrafttreten der Landschaftspläne gab einige Änderungsverfahren gemäß § 29 LG NW. Außerdem haben mehrere Bebauungsplanverfahren in den Städten zur teilweisen Rücknahme von LSG-Ausweisungen und zu entsprechenden Anpassungen der LSG-Flächengrößen geführt; diese Änderungen fließen nur nach und nach in die amtlichen Statistiken und Gebietsübersichten ein, so dass die folgenden Informationen im Detail veraltet sein können.

## Liste
| Bild                                                                                               | Kennung      | Bezeichnung des Gebietes                                                                           | Landschaftsplan-Nr. | Fläche in Hektar | Gemeinde(n)                  | WDPA-ID   | Koordinaten | Jahr der Verordnung |
| -------------------------------------------------------------------------------------------------- | ------------ | -------------------------------------------------------------------------------------------------- | ------------------- | ---------------- | ---------------------------- | --------- | ----------- | ------------------- |
| LSG Ruhraue Hattingen                                                                              | LSG-4508-001 | LSG Ruhraue – Hattingen                                                                            | LP 3, Nr. 3.2.1     | 320,04           | Hattingen                    | 555554358 | Position    | 1998                |
| | LSG-4508-002 | LSG Niederwenigern                                                                                 | LP 3, Nr. 3.2.2     | 505,90           | Hattingen                    | 555554359 | Position    | 1998                |
| | LSG-4508-058 | LSG Baak                                                                                           | LP 3, Nr. 3.2.3     | 24,13            | Hattingen                    | 555554392 | Position    | 1998                |
| | LSG-4509-001 | LSG Ruhrhänge Welper/Katzenstein                                                                   | LP 3, Nr. 3.2.5     | 32,29            | Hattingen                    | 555554393 | Position    | 1998                |
| | LSG-4509-002 | LSG Ludwigstal                                                                                     | LP 3, Nr. 3.2.6     | 13,16            | Hattingen                    | 555554394 | Position    | 1998                |
| | LSG-4509-003 | LSG Fuchsloch                                                                                      | LP 3, Nr. 3.2.7     | 3,89             | Hattingen                    | 555554395 | Position    | 1998                |
| LSG Blankenstein                                                                                   | LSG-4509-004 | LSG Blankenstein                                                                                   | LP 3, Nr. 3.2.8     | 50,74            | Hattingen                    | 555554396 | Position    | 1998                |
| | LSG-4509-005 | LSG Papenholz/Bückenberg                                                                           | LP 1, Nr. 2.2.5     | 70,78            | Witten                       | 555554397 | Position    | 1984                |
| LSG Ruhraue                                                                                        | LSG-4509-006 | LSG Ruhraue                                                                                        | LP 1, Nr. 2.2.6     | 214,51           | Witten                       | 555554398 | Position    | 1984                |
| | LSG-4509-015 | LSG Katzenstein/Hammertal                                                                          | LP 1, Nr. 2.2.15    | 91,47            | Witten                       | 555554399 | Position    | 1984                |
| | LSG-4509-016 | LSG Kämpen/Durchholz                                                                               | LP 1, Nr. 2.2.16    | 650,29           | Witten                       | 555554400 | Position    | 1984                |
| LSG Vormholz-Waldungen/Muttental-Waldungen/Muttenbach                                              | LSG-4509-017 | LSG Vormholz-Waldungen/Muttental-Waldungen/Muttenbach                                              | LP 1, Nr. 2.2.17    | 675,98           | Witten                       | 555554401 | Position    | 1984                |
| | LSG-4509-018 | LSG Bommerholz/Elbschebach/Böllberg/Brunsberg                                                      | LP 1, Nr. 2.2.18    | 502,12           | Wetter (Ruhr) Witten         | 555554402 | Position    | 1984                |
| LSG Elberg                                                                                         | LSG-4509-019 | LSG Elberg                                                                                         | LP 1, Nr. 2.2.19    | 33,32            | Wetter (Ruhr) Witten         | 555554403 | Position    | 1984                |
| | LSG-4510-001 | LSG Dünnebecke                                                                                     | LP 1, Nr. 2.2.1     | 25,22            | Witten                       | 555554441 | Position    | 1984                |
| | LSG-4510-002 | LSG Dorney                                                                                         | LP 1, Nr. 2.2.2     | 11,29            | Witten                       | 555554442 | Position    | 1984                |
| | LSG-4510-003 | LSG Tiefenbach                                                                                     | LP 1, Nr. 2.2.3     | 12,19            | Witten                       | 555554443 | Position    | 1984                |
| | LSG-4510-004 | LSG Steinberg                                                                                      | LP 1, Nr. 2.2.4     | 16,88            | Witten                       | 555554444 | Position    | 1984                |
| LSG Hohenstein                                                                                     | LSG-4510-007 | LSG Hohenstein                                                                                     | LP 1, Nr. 2.2.7     | 127,09           | Witten                       | 555554445 | Position    | 1984                |
| | LSG-4510-008 | LSG Herrenholz/Buchenholz/Kermelberg/Appelsiepen                                                   | LP 1, Nr. 2.2.8     | 471,61           | Herdecke Witten              | 555554446 | Position    | 1984                |
| | LSG-4510-009 | LSG Kruckeler Bach                                                                                 | LP 1, Nr. 2.2.9     | 64,18            | Witten                       | 555554447 | Position    | 1984                |
| | LSG-4510-010 | LSG Peddenhohl                                                                                     | LP 1, Nr. 2.2.10    | 40,02            | Herdecke                     | 555554448 | Position    | 1984                |
| | LSG-4510-011 | LSG Vaerstenberg                                                                                   | LP 1, Nr. 2.2.11    | 45,73            | Herdecke                     | 555554449 | Position    | 1984                |
| | LSG-4510-012 | LSG Almerfeld                                                                                      | LP 1, Nr. 2.2.12    | 11,41            | Herdecke                     | 555554450 | Position    | 1984                |
| | LSG-4510-013 | LSG Im Siepen                                                                                      | LP 1, Nr. 2.2.13    | 32,87            | Herdecke                     | 555554451 | Position    | 1984                |
| | LSG-4510-014 | LSG Herdecker Bachtal                                                                              | LP 1, Nr. 2.2.14    | 29,79            | Herdecke                     | 555554452 | Position    | 1984                |
| | LSG-4510-021 | LSG Schede/Auf dem Heil/Rostesiepen/Kallenberg/Harkortberg/Harkortsee/Ruhrauen                     | LP 1, Nr. 2.2.21    | 595,56           | Herdecke Wetter (Ruhr)       | 555554455 | Position    | 1984                |
| | LSG-4510-022 | LSG Rehberg/Wienberg/Kleff/Hengsteysee                                                             | LP 1, Nr. 2.2.22    | 244,88           | Herdecke                     | 555554456 | Position    | 1984                |
| LSG Wartenberg/Arenberg/Kalmerskopf/Im Schuppling                                                  | LSG-4510-028 | LSG Wartenberg/Arenberg/Kalmerskopf/Im Schuppling                                                  | LP 1, Nr. 2.2.20    | 594,02           | Herdecke Witten              | 555554458 | Position    | 1984                |
| LSG Felderbachtal/Paasbachtal/Deilbachtal                                                          | LSG-4608-023 | LSG Felderbachtal/Paasbachtal/Deilbachtal                                                          | LP 3, Nr. 3.2.19    | 143,21           | Hattingen Sprockhövel        | 555554695 | Position    | 1998                |
| LSG Isenberg/Schulenberg/Bredenscheid/Beul                                                         | LSG-4608-024 | LSG Isenberg/Schulenberg/Bredenscheid/Beul                                                         | LP 3, Nr. 3.2.4     | 558,06           | Hattingen                    | 555554696 | Position    | 1998                |
| LSG Niederbredenscheid/Elfringhausen                                                               | LSG-4608-025 | LSG Niederbredenscheid/Elfringhausen                                                               | LP 3, Nr. 3.2.10    | 2343,74          | Hattingen Sprockhövel        | 555554697 | Position    | 1998                |
| LSG Holthausen/Niedersprockhövel-Nord                                                              | LSG-4609-001 | LSG Holthausen/Niedersprockhövel-Nord                                                              | LP 3, Nr. 3.2.9     | 670,29           | Hattingen Sprockhövel        | 555554716 | Position    | 1998                |
| LSG-Herzkamp                                                                                       | LSG-4609-002 | LSG Herzkamp                                                                                       | LP 3, Nr. 3.2.13    | 28,52            | Sprockhövel                  | 555554717 | Position    | 1998                |
| LSG-Schee                                                                                          | LSG-4609-003 | LSG Schee                                                                                          | LP 3, Nr. 3.2.14    | 135,28           | Sprockhövel                  | 555554718 | Position    | 1998                |
| LSG Stüter/Sprockhövel/Hiddinghausen                                                               | LSG-4609-004 | LSG Stüter/Sprockhövel/Hiddinghausen                                                               | LP 3, Nr. 3.2.11    | 2234,00          | Hattingen Sprockhövel        | 555554719 | Position    | 1998                |
| | LSG-4609-005 | LSG Hellmannsbruch                                                                                 | LP 3, Nr. 3.2.15    | 101,14           | Sprockhövel                  | 555554720 | Position    | 1998                |
| | LSG-4609-006 | LSG Uellendahl                                                                                     | LP 3, Nr. 3.2.18    | 11,83            | Sprockhövel                  | 555554721 | Position    | 1998                |
| | LSG-4609-007 | LSG Haßlinghausen/Landringhausen/Bruchmühle                                                        | LP 3, Nr. 3.2.17    | 259,50           | Sprockhövel                  | 555554722 | Position    | 1998                |
| | LSG-4609-008 | LSG Ostermanns Holz                                                                                | LP 3, Nr. 3.2.16    | 31,08            | Sprockhövel                  | 555554723 | Position    | 1998                |
| LSG-Horath-Oberlauf Deilbach                                                                       | LSG-4609-010 | LSG Horath/Oberlauf Deilbach                                                                       | LP 3, Nr. 3.2.12    | 164,09           | Sprockhövel                  | 555554724 | Position    | 1998                |
| LSG Brasberg/Höstreichberg/Nockenbach/Elbsche/Teimbecke/Lindenbecke/Stollenbach/Schlehbuscher Berg | LSG-4609-023 | LSG Brasberg/Höstreichberg/Nockenbach/Elbsche/Teimbecke/Lindenbecke/Stollenbach/Schlehbuscher Berg | LP 1, Nr. 2.2.23    | 976,68           | Wetter (Ruhr)                | 555554725 | Position    | 1984                |
| LSG In der Bach/Am Vorberg                                                                         | LSG-4610-024 | LSG In der Bach/Am Vorberg                                                                         | LP 1, Nr. 2.2.24    | 6,63             | Wetter (Ruhr)                | 555554738 | Position    | 1984                |
| LSG Hensberg                                                                                       | LSG-4610-025 | LSG Hensberg                                                                                       | LP 1, Nr. 2.2.25    | 12,90            | Wetter (Ruhr)                | 555554739 | Position    | 1984                |
| LSG Breckerfeld                                                                                    | LSG-4610-026 | LSG Breckerfeld                                                                                    | LP 2, Nr. 3.2       | 5046,39          | Breckerfeld                  | 555554740 | Position    | 1990                |
| LSG Silschede und Schmandbruch                                                                     |              | LSG Silschede und Schmandbruch                                                                     | LP 4, Nr. 3.2.1     |                  | Gevelsberg Wetter (Ruhr)     |           | Position    | 2001                |
| |              | LSG Hedtberger Bachtal bei Asbeck                                                                  | LP 4, Nr. 3.2.2     |                  | Gevelsberg                   |           | Position    | 2001                |
| |              | LSG Östlich von Silschede Im Börkey                                                                | LP 4, Nr. 3.2.3     |                  | Gevelsberg                   |           | Position    | 2001                |
| LSG Asbeck                                                                                         |              | LSG Asbeck                                                                                         | LP 4, Nr. 3.2.4     |                  | Gevelsberg                   |           | Position    | 2001                |
| |              | LSG Nördlich von Gevelsberg                                                                        | LP 4, Nr. 3.2.5     |                  | Gevelsberg                   |           | Position    | 2001                |
| |              | LSG Sauerbruch, westlich von Gevelsberg                                                            | LP 4, Nr. 3.2.6     |                  | Gevelsberg                   |           | Position    | 2001                |
| |              | LSG Linderhausen/nördlich und westlich von Schwelm                                                 | LP 4, Nr. 3.2.7     |                  | Ennepetal Gevelsberg Schwelm |           | Position    | 2001                |
| |              | LSG Büttenberg/Milspe                                                                              | LP 4, Nr. 3.2.8     |                  | Ennepetal Gevelsberg         |           | Position    | 2001                |
| |              | LSG Südlich von Gevelsberg/nördlich von Voerde                                                     | LP 4, Nr. 3.2.9     |                  | Ennepetal Gevelsberg         |           | Position    | 2001                |
| |              | LSG Östlich von Voerde                                                                             | LP 4, Nr. 3.2.10    |                  | Ennepetal                    |           | Position    | 2001                |
| |              | LSG Finkenberg, südlich von Voerde                                                                 | LP 4, Nr. 3.2.11    |                  | Ennepetal                    |           | Position    | 2001                |
| |              | LSG Südlich von Schwelm-Beyenburg/Schlagbaum                                                       | LP 4, Nr. 3.2.12    |                  | Ennepetal Schwelm            |           | Position    | 2001                |
| |              | LSG Holthausen/Windgarten                                                                          | LP 4, Nr. 3.2.13    |                  | Ennepetal Schwelm            |           | Position    | 2001                |
| |              | LSG Südlich Milspe/Heilenbecker Talsperre                                                          | LP 4, Nr. 3.2.14    |                  | Ennepetal                    |           | Position    | 2001                |
| |              | LSG Mühlinghausen, zwischen Ennepetal und Rüggeberg                                                | LP 4, Nr. 3.2.15    |                  | Ennepetal                    |           | Position    | 2001                |
| |              | LSG Südöstlich von Ennepetal                                                                       | LP 4, Nr. 3.2.16    |                  | Ennepetal                    |           | Position    | 2001                |
| |              | LSG Bilsteiner Berg, südwestlich von Oberbauer                                                     | LP 4, Nr. 3.2.17    |                  | Ennepetal                    |           | Position    | 2001                |
| |              | LSG Oberbauer                                                                                      | LP 4, Nr. 3.2.18    |                  | Ennepetal                    |           | Position    | 2001                |
| |              | LSG Königsfeld/Ebinghausen                                                                         | LP 4, Nr. 3.2.19    |                  | Ennepetal                    |           | Position    | 2001                |
| |              | LSG Schweflinghausen                                                                               | LP 4, Nr. 3.2.20    |                  | Ennepetal                    |           | Position    | 2001                |